# Liolaemus erroneus
Liolaemus erroneus este o specie de șopârle din genul Liolaemus, familia Tropiduridae, descrisă de Rayner Núñez Aguila și Yáñez 1983. Conform Catalogue of Life specia Liolaemus erroneus nu are subspecii cunoscute.